# Родригес, Эмерсон
Эмерсон Ривалдо Родригес Валоис (англ. Emerson Rivaldo Rodríguez Valois; род. 25 августа 2000, Буэнавентура, Валье-дель-Каука) — колумбийский футболист, вингер клуба «Интер Майами», выступающий на правах аренды за «Мильонариос».

## Клубная карьера
Родригес — воспитанник клуба «Мильонариос». В 2019 году Эмерсон для получения игровой практики на правах аренды перешёл в «Вальедупар». 22 августа в матче против «Депортиво Перейра» он дебютировал колумбийской Примере B. По окончании аренды Родригес вернулся в «Мильонариос». 7 октября 2020 года в матче против «Депортес Толима» он дебютировал в Кубке Мустанга. 1 ноября в поединке против «Атлетико Насьональ» Эмерсон забил свой первый гол за «Мильонариос». 
В начале 2022 года Родригес перешёл в американский «Интер Майами». 6 марта в матче против «Остина» он дебютировал в MLS. 17 июля в поединке против «Шарлотта» Эмерсон забил свой первый гол за «Интер Майами».
В начале 2023 года Родригес на правах аренды перешёл в мексиканский «Сантос Лагуна». 5 февраля в матче против столичной «Америки» он дебютировал в мексиканской Примере.  